# カルレス・ペレス
カルレス・ペレス・サヨル（Carles Pérez Sayol,  1998年2月16日 - ）は、スペイン・カタルーニャ州バルセロナ県グラノリェース出身のサッカー選手。セルタ・デ・ビーゴ所属。ポジションはミッドフィールダー。

## 来歴
2008年にRCDエスパニョールのカンテラに入団し、4年間過ごした後、2012年にFCバルセロナの育成組織 ラ・マシア に入所。2015年にFCバルセロナBに昇格。以降Bチームの主力選手に成長した。
2018-19シーズン終盤にトップチームに昇格。同シーズン最終戦となるSDエイバル戦に向けてのメンバーに初招集され、背番号43番が与えられた。当日は試合終盤での交代出場でバルサデビューを果たした。
2019-20シーズン開幕前には、日本ツアーにも帯同し、ノエスタで行われたヴィッセル神戸戦では２ゴールを挙げた。プレシーズンでの活躍が評価され、トップチームでの背番号として27番が与えられ、新シーズンからは開幕戦から起用され、続く第2節レアル・ベティス戦で初のスタメン出場を果たした上、56分にはネルソン・セメドからのアシストで公式戦初ゴールを挙げる。第3節CAオサスナ戦では、51分と64分のアンス・ファティとアルトゥールのゴールに対してそれぞれアシストを記録した。
2020年1月30日、ASローマにレンタル移籍することが発表された。レンタル料金は100万ユーロで、特定の条件を満たした場合は1100万ユーロでの買取義務が発生する。その場合、2024年6月30日までの契約を結ぶことになることも併せて発表された。2月20日、UEFAヨーロッパリーグ決勝トーナメントのラウンド32のKAAヘント戦1stレグで移籍後初ゴールを挙げた。
2022年8月9日、セルタ・デ・ビーゴに買取オプション付きのレンタルで移籍した。シーズン前半戦は途中出場が多かったが後半戦にスタメンに定着すると公式戦38試合に出場し5得点6アシストを記録したが、買取オプションの行使は見送られ、2023年6月9日に退団することが発表された。しかし、再交渉が行われ、6月30日に完全移籍することが発表された。

## 代表経歴
プロデビュー前の2014年から、各ユース世代のスペイン代表に招集されている。

## タイトル
ASローマ
- UEFAヨーロッパカンファレンスリーグ : 2021-22